# Hyperolius veithi
Hyperolius veithi es una especie de anfibio anuro de la familia Hyperoliidae.

## Distribución geográfica
Esta especie es endémica de la provincia de Mai-Ndombe en la República Democrática del Congo. Se encuentra a unos 400 m sobre el nivel del mar en el parque nacional Salonga. Vive en la selva tropical.

## Etimología
Esta especie lleva el nombre en honor a Michael Veith.

## Publicación original
- Schick, Kielgast, Rödder, Muchai, Burger & Lötters, 2010: New species of reed frog from the Congo basin with discussion of paraphyly in Cinnamon-belly reed frogs. Zootaxa, n.º 2501, p. 23–36.[4]